# VDI Young Engineers
Die VDI Young Engineers  sind ein ehrenamtlich arbeitendes Netzwerk des Verein Deutscher Ingenieure (VDI), welches auch lokal organisiert ist.
Das Netzwerk vertritt Studierende von mehr als 60 deutschen Hochschulen und Universitäten, die eine Ingenieursausbildung anbieten, und Ingenieure, die seit kurzem oder schon länger im Beruf stehen. Der Sitz befindet sich in der Hauptgeschäftsstelle des VDIs in Düsseldorf.

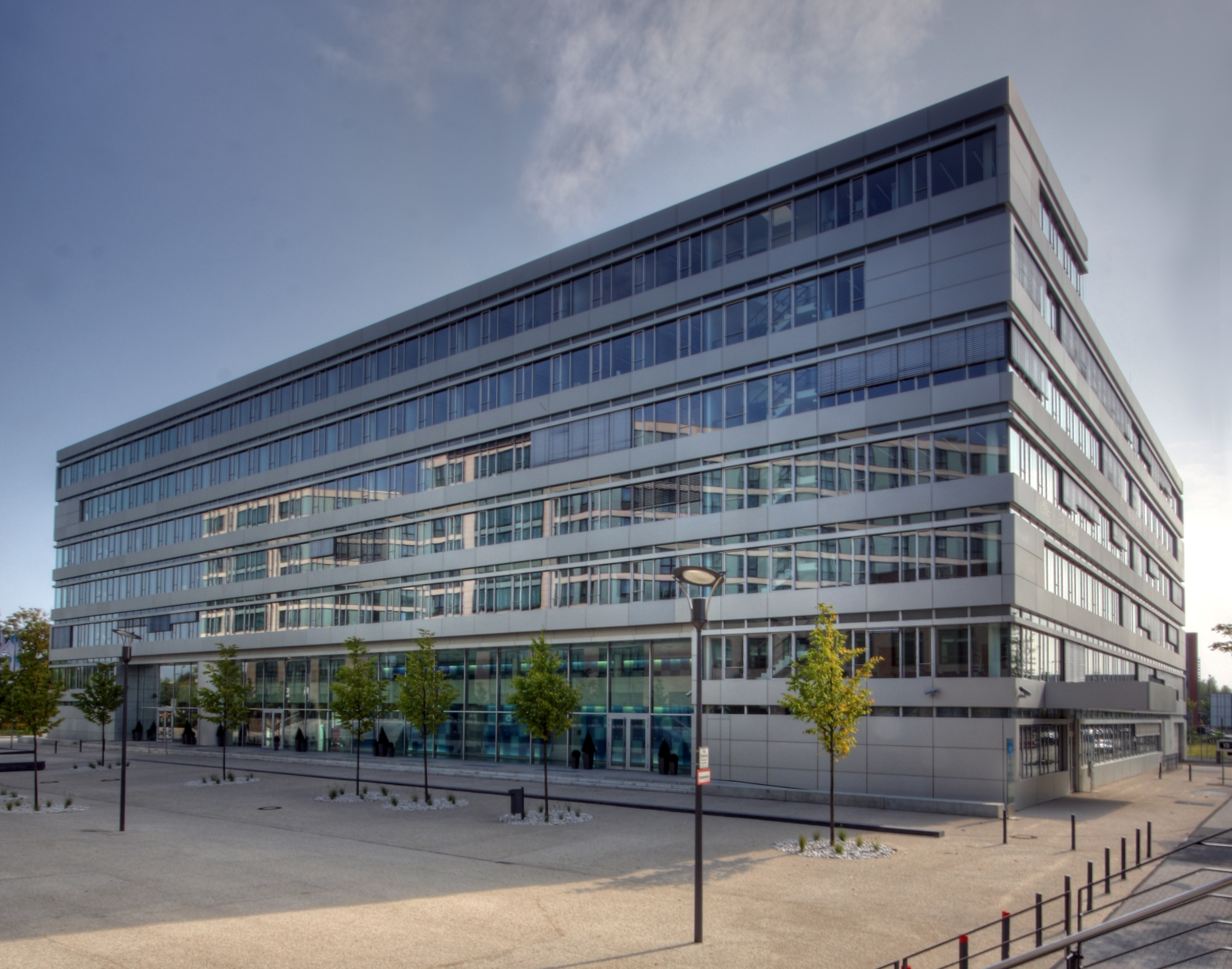
VDI-Gebäude in der Airport-City, Düsseldorf (VDI-Sitz seit 2008)

## Struktur und Organisation
VDI Young Engineers wird durch einen Vorstand geleitet. Aktive VDI-Mitglieder organisieren sich in lokalen Teams an Standorten von deutschen Hochschulen und Universitäten. Regelmäßige Teamsitzungen bilden die Grundlage für die Arbeit vor Ort sowie auch digital. Aus dem Kreis der Aktiven werden der Teamleiter und dessen Stellvertreter berufen. Die Teamleitung kümmert sich um organisatorische Belange des Teams vor Ort und stellt die Verbindung zwischen den Mitgliedern und Bezirksverein (regionale Vereinigung des VDI, z. B. Württembergischer Ingenieurverein) dar. Außerdem vertritt die Teamleitung die Meinung der lokalen Vereinigung gegenüber dem Vorstand der VDI Young Engineers an jährlichen Aktiventreffen.

### Vorstand des Netzwerks

#### Vorsitzende VDI Young Engineers
- Vertretung der Interessen des Netzwerks nach außen und innerhalb des VDIs (u. a. im Regionalbeirat, im Berufspolitischen Beirat und in den Vorstandsversammlungen des VDI)
- Führung des Vorstands und Koordination der Vorstandsarbeit

#### Ressort Regionale Betreuung und Internationales
- Betreuung und Unterstützung der lokalen Teams in allen Regionen
- Schnittstelle zwischen lokalen Teams und Hauptgeschäftsstelle

Ansprechpartner internationale Netzwerke und Vereine:
- Vertretung des Netzwerks als Ansprechpartner für internationale Netzwerke und Vereine aus dem Ausland
- Vertretung bei den European Young Engineers (EYE) als Council Member
- Vertretung der Young Engineers im Netzwerk VDI International

Ansprechpartnerin für internationale Netzwerke und Vereine (z. B. EYE)

#### Ressort Public Relations
- Entwicklung und Einführung neuer Social Media und Marketing Strategien zur moderneren Außenwahrnehmung des Netzwerks
- Betreuung des VDI Young Engineers PR Teams

#### Ressort Events
- Organisation von bundesweiten Netzwerkevents, u. a. jährlicher Kongress und Aktiventreffen
- Betreuung der Event Projektgruppen

#### Ressort Young Professionals
- Organisation der Nachwuchsvertretungen in den VDI-Fachgesellschaften
- Vertretung im Wissenschaftlichen Beirat des VDI

#### Ressort Digitales
- Entwicklung der social networking Plattform „VDI-ConntectING“ zum Austausch und Netzwerken für VDI-Mitglieder
- Administration und Betreuung der netzwerkeigenen Digitalplattform

### Regionale und lokale Netzwerke
Lokale Netzwerke der VDI Young Engineers in Deutschland:
- Aachen
- Ansbach
- Augsburg
- Bayreuth
- Berlin
- Bielefeld
- Bochum
- Braunschweig
- Bremen
- Cottbus
- Darmstadt
- Dortmund
- Dresden
- Düsseldorf
- Emden
- Erlangen
- Freiberg
- Freiburg
- Friedrichshafen
- Hamburg
- Hannover
- Heilbronn
- Ilmenau
- Kaiserslautern
- Karlsruhe
- Kassel
- Kiel
- Köln
- Koblenz
- Krefeld
- Leipzig
- Lingen
- Lübeck
- Magdeburg
- Mittelhessen
- Mittweida
- München
- Münster
- Nürnberg
- Osnabrück
- Rosenheim
- Rostock
- Rüsselsheim
- Saar (Saarbrücken)
- Siegen
- Südniedersachsen
- Trier
- Unterweser
- Wiesbaden
- Würzburg
- Wuppertal

## Möglichkeiten und Entwicklungswege im VDI Young Engineers Netzwerk

### Technik
Besonders bei den Aktiventreffen werden Technik-Wettbewerbe durchgeführt. Zudem können sich die Studierende und Jungingenieure in den verschiedenen VDI-Gesellschaften/
VDI-Fachgruppen aktiv mit einbringen.
Die Organisation von Stammtischen für die lokalen Mitglieder oder die Teilnahme an verschiedenen Veranstaltungen mit technischem Hintergrund, wie die Hannover Messe, oder Exkursionen (z. B. Audi-R8-Exkursion, CERN - Genf) sind Beispiele aus dem Angebot des Netzwerks.

### Karriereentwicklung
Zur Unterstützung der beruflichen Entwicklung ihrer Mitglieder veranstaltet die Organisation Diskussionsrunden zu diversen Themen sowie Karriereseminare und Workshops. Ein besonderer Fokus liegt auf der Vermittlung von Soft Skills, die für eine erfolgreiche Karriere als Ingenieur unerlässlich sind.

### Netzwerkbildung
Die Netzwerkbildung wird durch diverse Aktivitäten gefördert. Dies umfasst den Erfahrungsaustausch zwischen Studierenden und Berufstätigen, die Teilnahme an den „Young Engineers“ Kongressen sowie den direkten Kontakt zu stellvertretenden Professoren an vielen Universitäten und Hochschulen. Die Mitgliedschaft bietet die Möglichkeit, Kontakte in ganz Deutschland zu knüpfen und sich bei EYE-Veranstaltungen (European Young Engineers) international zu vernetzen.

#### Liste der jährlichen Aktivitäten
1. Regionaltreffen (4× jährlich):  Lokale Treffen, die regionale Netzwerkbildung und Austausch fördern.
2. Aktiventreffen (1× jährlich):  Zentrales Treffen für aktive Mitglieder zur Förderung von Engagement und Zusammenarbeit.
3. Delegiertenversammlung (2× jährlich):  Treffen zur Besprechung und Entscheidung über wichtige Netzwerkbelange.
4. Hackathon (1× jährlich):  Veranstaltung, bei der Teilnehmer in Teams an technischen und innovativen Projekten arbeiten.
5. Regionalrunden (2× jährlich):  Treffen in verschiedenen Regionen, um spezifische lokale Themen zu diskutieren.
6. Welcome Call(4× jährlich):  Einführungsveranstaltungen für neue Mitglieder.[7]
7. Bundesweiter Stammtisch (4× jährlich):  Informelle Treffen auf nationaler Ebene zum Erfahrungsaustausch.
8. Speak Out For Engineering Finale (1× jährlich):  Abschlussveranstaltung einer Vortrags- und Präsentationswettbewerbsserie.[8]
9. Speak Out For Engineering Vorrunden (4× jährlich):  Qualifikationsrunden für das Speak Out For Engineering Finale.[9]
10. Kongress (alle zwei Jahre):  Großes Netzwerktreffen mit Workshops, Vorträgen und Networking-Möglichkeiten.

## VDI-Net
VDI-Net ist ein Online-Netzwerk entwickelt vom Verein Deutscher Ingenieure (VDI), das Mitgliedern die Möglichkeit bietet, sich jederzeit und überall miteinander zu vernetzen. Dieses Netzwerk, charakterisiert durch sein intuitives und schlankes Design, ermöglicht Nutzern, eigene Inhalte zu erstellen und sich an anderen Inhalten zu beteiligen. Ursprünglich begann das Projekt als ein Pilot namens VDI-ConnectING, mit dem Ziel, ein internes soziales Netzwerk für den VDI zu schaffen, unabhängig von Plattformen wie XING oder LinkedIn. Nach dem Erfolg des Pilotprojekts wurde VDI-Net als eine erweiterte und umfangreichere Version eingeführt.
Die Plattform bietet im Vergleich zu ihrem Vorgänger erweiterte Funktionen, einschließlich einer benutzerfreundlichen Desktop-Version. Nutzer können auf VDI-Net das gesamte Netzwerk durchsuchen, wobei sie Zugang zu verschiedenen Fachbereichen haben. Es gibt zahlreiche Spaces, in denen Nutzer sich über verschiedene ingenieurwissenschaftliche Themen informieren und austauschen können. Darüber hinaus erleichtert die Plattform die Organisation und das Teilen ehrenamtlicher Arbeit. Mitglieder können sich mit ihren bestehenden 'Mein VDI'-Zugangsdaten auf VDI-Net anmelden und eigene Profile erstellen, um sich in der VDI-Community zu präsentieren.

## Wissenschaftliche Gremienarbeit
VDI Young Engineers bietet die einzigartige Möglichkeit, an wissenschaftlicher Gremienarbeit teilzunehmen. Young Professionals arbeiten in Teams mit erfahrenen Fachleuten an wissenschaftlichen Fragestellungen, wie der Aktualisierung von Richtlinien und Normen. Diese Gremienarbeit ermöglicht den Aufbau wertvoller Netzwerke und bietet praktische Erfahrung in der Entwicklung und Anwendung von Fachkenntnissen.
Als drittgrößter Normengeber Deutschlands übernimmt der VDI eine wichtige gesellschaftliche Rolle. Viele dieser Richtlinien und Normen finden global Beachtung und gehen in internationale Standards über. Für ihre Ausarbeitung sind die VDI-Fachgesellschaften zuständig. Die Chance, sich als Nachwuchsvertretung unseres Netzwerks VDI Young Engineers für den Fachbeirat Deiner Fachrichtung zu bewerben, ergibt sich nur alle paar Jahre.

## VDI-KlimaExit
VDI-KlimaExit ist ein innovatives Point-and-Click-Adventure, das Spieler in die Welt der Klimasimulation und Umweltwissenschaften entführt. Entwickelt, um das Bewusstsein für das 1,5-Grad-Ziel zu schärfen, kombiniert das Spiel spannende Rätsel mit realitätsnahen Klima- und Umweltszenarien.

### Spielprinzip und Handlung
Die Spieler schlüpfen in die Rolle von Experten eines interdisziplinären Teams, das auf Klimasimulationen spezialisiert ist. Die Hauptaufgabe besteht darin, einen neuartigen Quantencomputer zu bedienen, der mit umfangreichen Klimadaten gefüttert wird. Kurz vor dem Abschluss der Simulationen entdecken die Spieler Unregelmäßigkeiten, die es zu untersuchen gilt. Es entsteht ein Wettlauf gegen die Zeit, um die Ungereimtheiten aufzudecken und die Simulation erfolgreich abzuschließen.

### Spielmechanik
VDI-KlimaExit verwendet klassische Elemente von Point-and-Click-Adventures, wie das Lösen von Rätseln, das Sammeln und Kombinieren von Gegenständen sowie die Interaktion mit verschiedenen Charakteren. Besonderer Wert wird auf die Vermittlung von Wissen über Klimawandel und Umwelttechnologie gelegt.

### Zugang zum Spiel
Das Spiel ist kostenlos und kann über ein Kontaktformular angefordert werden. Die Spieler erhalten einen persönlichen Spielecode per E-Mail, nachdem sie ihre E-Mail-Adresse und einen selbst gewählten Nickname angegeben haben.

### Zielsetzung und Bildungswert
VDI-KlimaExit zielt darauf ab, das Bewusstsein für den Klimawandel und die damit verbundenen Herausforderungen zu stärken. Das Spiel bietet eine interaktive Plattform, um komplexe Themen wie Klimasimulation und Umwelttechnik auf eine unterhaltsame und lehrreiche Weise zu erkunden.

## Internationale Reichweite
VDI Young Engineers ist auch international tätig, mit Projekten und Kooperationen in verschiedenen Ländern und Teilnahme an internationalen Events.